# Telmatoscopus schlitzensis
Telmatoscopus schlitzensis är en tvåvingeart som först beskrevs av Wagner 1975.  Telmatoscopus schlitzensis ingår i släktet Telmatoscopus och familjen fjärilsmyggor. Inga underarter finns listade i Catalogue of Life.